# Баррус, Лауделину
Лаудели́ну Жозе́ ди Ба́ррус (порт. Laudelino José de Barros; 29 июня 1975, Бониту) — бразильский боксёр полутяжёлой, первой тяжёлой и тяжёлой весовых категорий. В конце 1990-х годов выступал за сборную Бразилии: участник летних Олимпийских игр в Сиднее, серебряный призёр Панамериканских игр, победитель многих международных турниров и национальных первенств. Начиная с 2001 года боксирует на профессиональном уровне, владел титулами чемпиона WBO Latino и WBA Fedecentro.

## Биография
Лауделину Баррус родился 29 июня 1975 года в городе Бониту, штат Мату-Гросу-ду-Сул. Детство провёл в селении посреди амазонских дождевых лесов, подрабатывал на плантациях сборщиком сахарного тросника, благодаря чему с ранних лет приобрёл выдающуюся силу. В подростковом возрасте начал увлекаться боевыми искусствами, после работы ходил в секцию карате, но в конечном счёте сделал выбор в пользу бокса.
В восемнадцать лет вместе с приятелем уехал в Сан-Паулу, где поступил в крупнейший в стране боксёрский центр. Приступив к серьёзным тренировкам, сразу же стал показывать хорошие результаты, а в 1997 году, выступая в полутяжёлом весе, уже вошёл в основной состав национальной сборной. В следующих двух сезонах принял участие во многих престижных турнирах, в частности, выиграл кубинский национальный турнир «Хирардо Кордова Кардин», побывал на турнирах в России, США, Эквадоре, Пуэрто-Рико, Аргентине, боксировал в матчевых встречах против сборных Германии, Франции и США.
В 1999 году Баррус завоевал серебряную медаль на Панамериканских играх в канадском Виннипеге, после чего удостоился права представлять страну на летних Олимпийских играх 2000 года в Сиднее. На Олимпиаде, тем не менее, потерпел поражение в первом же своём матче на турнире, проиграл австралийцу Дэнни Грину, будущему чемпиону мира среди профессионалов. Вскоре после этих соревнований принял решение покинуть сборную.
Профессиональный дебют Барруса состоялся в марте 2001 года, своего первого соперника Ричарда Глорию он победил техническим нокаутом в первом же раунде. В течение трёх последующих лет провёл множество удачных поединков, в августе 2003 года выиграл чемпионский пояс WBA Fedelatin, затем стал чемпионом Бразилии среди профессионалов. В январе 2004 года спорным решением судей проиграл титул американцу, Дэнни Батчелдеру. В 2007 году боролся за титул чемпиона азиатско-тихоокеанского региона в первом среднем весе по версии Всемирной боксёрской организации (ВБО), однако в восьмом раунде был нокаутирован действующим чемпионом Григорием Дроздом. После этой неудачи не потерпел пока ни одного поражения, владеет титулами WBO Latino и WBA Fedecentro. Оставаясь действующим профессиональным боксёром, по состоянию на 2016 год провёл 42 боя, из них 39 окончил победой (в том числе 31 досрочно), три раза проиграл.